# Odorrana morafkai
Odorrana morafkai es una especie de anfibio anuro de la familia Ranidae.

## Distribución geográfica yhábitat
Es endémica del centro de Vietnam, el sur de Laos y el noreste de Camboya. Su rango altitudinal oscila entre 200 y 1500 m s. n. m..